# Salvador de Madariaga
Salvador de Madariaga y Rojo, né le 23 juillet 1886 à La Corogne (Espagne) et mort le 14 décembre 1978 à Locarno (Suisse), est un critique littéraire, diplomate, essayiste, homme d'État et pacifiste espagnol.

## Biographie
Né à La Corogne le 23 juillet 1886, Salvador de Madariaga fait ses études à l’Institut Cardenal Cisneros puis au collège Chaptal de Paris. En 1906, il entre à l’École polytechnique (X 1906), puis à l’École des mines où il obtient son diplôme d’ingénieur. En 1921, il préside la Commission du désarmement de la Société des Nations à Genève.
Pendant la Seconde République espagnole (1931-1939), il est brièvement ministre de l'Instruction publique (1931-1934) et de la Justice (1934), puis ambassadeur à Washington et à Paris (janvier 1932-1933). Après la défaite de la République et la victoire de Franco, Madariaga s’exile et devient enseignant à Oxford, au Mexique, aux États-Unis. En 1948 il participe en tant que président de la Commission culturelle aux Congrès de la Haye et, en 1949, il est cofondateur du Collège d'Europe. Il ne revient en Espagne qu’en 1976 après la mort de Franco.
Dans l'après-guerre, il préside le Collège d'Europe de Bruges, institution du Mouvement européen. Il meurt à Locarno en 1978.
Le Collège d'Europe est le plus ancien institut de formation post-universitaire spécialisé dans les études européennes. Il demeure unique et innovateur dans son domaine. Sa création remonte au congrès de La Haye de 1948, au cours duquel Salvador de Madariaga proposa de fonder un Collège où de jeunes diplômés universitaires issus de différents pays pourraient venir étudier et vivre ensemble.

## Œuvres
Madariaga a écrit plusieurs ouvrages sur l’Espagne et son empire colonial. De ses œuvres de critique littéraire se détachent une série d’essais sur la littérature moderne, et le Guide pour lire le Quichotte (1926), une ample analyse du chef-d’œuvre de Cervantes.
Les écrits politiques et philosophiques de Madariaga traitent du militarisme européen et de la conception de la démocratie. Il étudie notamment dans son ouvrage Anarchie ou hiérarchie, cité par Raymond Aron dans l'Introduction à la Philosophie politique, la dégradation naturelle du suffrage universel direct, condamné par la combinaison de ces deux caractéristiques.
En 1967, l’Académie française lui décerne le prix de la langue-française et en 1973, il est lauréat du Prix international Charlemagne.
Salvador de Madariaga est le père de l'historienne Isabel de Madariaga (1919-2014), spécialiste de la Russie.

## Publications

### Biographies
- Christophe Colomb : Christophe Colomb, Paris, Calmann-Lévy, 1952,  (ISBN 9782266047272)
- Hernán Cortés
- Charles Quint
- Simón Bolívar

### Essais

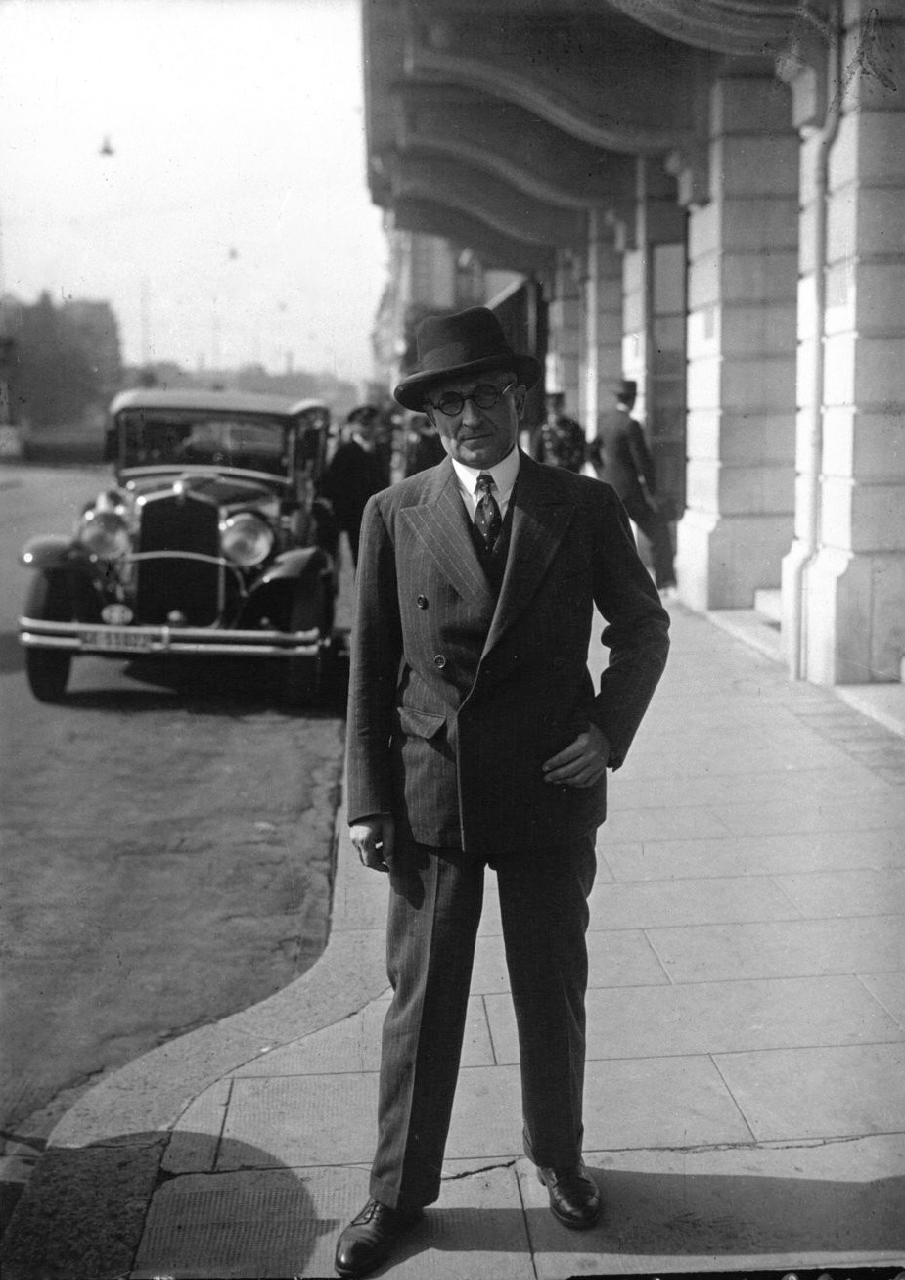
Madariaga à Genève (S.D.N.) en 1933.

- Anarchie ou hiérarchie. La crise de la démocratie - ébauche d'une solution. Gallimard, Paris 1935[3].
- España. Ensayo de Historia contemporánea, Buenos-Aires, 1944 ; Madrid, Espasa-Calpe, 1979.
- Portrait de l'Europe, éd. Calmann Lévy, 1952.
- L’essor de l’empire espagnol d’Amérique, 1955[4].
- Le déclin de l’empire espagnol d’Amérique, 1958.
- L’Amérique latine entre l’ours et l’aigle, éd. Stock, 1963.